# Kaan Kairinen
Kaan Kairinen (Turku, 22 de diciembre de 1998) es un futbolista finlandés que juega en la demarcación de centrocampista para el A. C. Sparta Praga de la Liga de Fútbol de la República Checa.

## Selección nacional
Tras jugar con la selección de fútbol sub-15 de Finlandia, la sub-16, la sub-17, la sub-18, la sub-19 y la sub-21, finalmente hizo su debut con la selección absoluta el 8 de enero de 2019 en un encuentro amistoso contra Suecia que finalizó con un resultado de 1-0 a favor del combinado finlandés tras el gol de Eero Markkanen.

## Clubes
| Club                    | País            | Año       | Partidos | Goles |
| ----------------------- | --------------- | --------- | -------- | ----- |
| FC Inter Turku          | Finlandia       | 2014-2016 | 35       | 0     |
| FC Midtjylland          | Dinamarca       | 2016-2017 | 2        | 0     |
| Skive IK (cedido)       | Dinamarca       | 2017      | 6        | 0     |
| FC Midtjylland          | Dinamarca       | 2017-2018 | 3        | 0     |
| FC Inter Turku (cedido) | Finlandia       | 2018      | 6        | 0     |
| HJK Helsinki (cedido)   | Finlandia       | 2019      | 35       | 4     |
| Lillestrøm SK           | Noruega         | 2020-2022 | 77       | 6     |
| A. C. Sparta Praga      | República Checa | 2023-     | 107      | 5     |

## Palmarés

### Campeonatos nacionales
| Título                               | Club               | País            | Año  |
| ------------------------------------ | ------------------ | --------------- | ---- |
| Superligaen                          | FC Midtjylland     | Dinamarca       | 2018 |
| Liga de Fútbol de la República Checa | A. C. Sparta Praga | República Checa | 2023 |
| Liga de Fútbol de la República Checa | A. C. Sparta Praga | República Checa | 2024 |
| Copa de la República Checa           | A. C. Sparta Praga | República Checa | 2024 |